# مسجد الشهداء (باكو)
مسجد الشهداء (بالأذرية: Şəhidlər məscidi) هو مسجد أذربيجاني يقع في مدينة باكو بقرب حارة الشهداء.

## التاريخ
مسجد الشهداء معروف أيضا باسم المسجد التركي. يعود بناء المسجد في أوائل التسعينات بدعم من حكومة تركيا. تم إغلاق المسجد مؤقتا بسبب إعادة الإعمار في عام 2009. وقد إفتتح بعد الترميم في 2016.
مكتوب في واجهة المسجد المقطع 154 من سورة البقرة باللغتين العربية والتركية:
| « | وَلَا تَقُولُوا لِمَن يُقْتَلُ فِي سَبِيلِ اللَّهِ أَمْوَاتٌ ۚ بَلْ أَحْيَاءٌ وَلَٰكِن لَّا تَشْعُرُونَ | » |